# Eva Laurenssen
Eva Laurenssen (Heeswijk-Dinther, 20 september 1988) is een Nederlands-Spaans actrice en zangeres.
In 2011 studeerde Laurenssen af aan de Amsterdamse Toneelschool en Kleinkunstacademie. Ze speelde in onder meer Van God Los (2013), Soof (2013), Bella Donna's (2017) en Dertigers (2020).

## Privé
Laurenssen heeft een Nederlandse vader en een Spaanse moeder. Ze heeft een relatie met Teun Luijkx met wie zij een dochter heeft. 

## Filmografie

### Televisie
- Mixed Up (2011) – (afl. Verwachtingen)
- Divorce (2012) – Coassistente
- Flikken Maastricht (2012) – Ilse Rijk (afl. Baby Gaga)
- Lieve Liza (2012) – Angela
- Penoza (2012)
- Van God los (2013) – Macy van der Voort (afl. Para)
- StartUp (2014) – Helena Nuys
- For Jim (2015) – Renee
- Meiden van de Herengracht (2015) – Gloria Santos (afl. De naakte waarheid)
- La Famiglia (2016) – Giulia Esposito
- De mannen van dokter Anne (2016) – Mandy Moon
- Project Orpheus (2016) – Mara Smit
- Dagboek van een minnares (2017) – Laura
- Verliebt in Amsterdam (2017) – Lena
- De 12 van Schouwendam (2019) – Tessa
- Meisje van plezier (2019) – Laura (seizoen 2)
- Dertigers (2020-2023) – Saar
- Niks te melden (2020) – Nikkie
- Rudy's grote kerstshow (2020) – Barbara
- Moedermaffia (2022 -, Videoland) – Monique
- Hein (2024) – Terrence
- Haantjes (2025) – Stevie

### Film
- Frits & Franky (2012) – Jolien
- Naar het einde van de straat (2012) – Lita
- Soof (2013) – Gaby
- Groen (2014) – Meisje
- Homies (2014)
- Afstand (2015) – Anna
- Mannenharten 2 (2015)
- Soof 2 (2016) – Gaby
- Bella Donna's (2017) – Sasha[1]
- All You Need Is Love (2018) – Boukje
- Soof 3 (2022) - Gaby
- Net als in de film (2023) - Phoebe
- Eerste hulp bij kerst (2023, Videoland) – Lily
- Neem me mee (2023) – Trins
- Dertigers: De Kerstfilm (2023, NPO) – Saar
- Wheelie (2025, NPO) – Ronja

## Theater
- The Beatles; Here, there and everywhere (2010–2011)
- Our Anna is not all that stupid: De zeven doodzonden van Brecht (2010)
- Iedereen behalve ik (2011)
- Leonce en Lena (2012)
- Debby's droom (2013)
- Late Evening Zomercabaret (2016)
- iHo (Toneelgroep Oostpool, 2017)
- La Garçon y Le Chica (2017)
- Cinema (Het Nationale Theater i.s.m. Toneelgroep Oostpool, 2018)